# Шимон Головня
Шимон Франциск Головня (пол. Szymon Franciszek Hołownia; нар. 3 вересня 1976, Білосток) — польський журналіст, публіцист, письменник, громадський діяч, політик, голова громадського руху Польща 2050.
Кандидат на пост Президента Польщі в 2020 та 2025 роках.
Маршалок Сейму Республіки Польща від 13 листопада 2023 року.

## Життєпис
Шимон Головня народився 03 вересня 1976 року у місті Білосток, де закінчив соціяльну середню школу суспільно-просвітницького товариства (нині соціальна середня школа «Фабрична 10»).
Вчився у Варшавській школі соціальної психології, так і не закінчивши її.
Двічі перебував у новіціяті ордену Домініканців.
Працював:
- редактором відділом культури «Газети Виборчої» (1997—2000),
- оглядачем і редактором соціального відділу «Newsweek Polska» (2001—2004, 2006—2012),
- заступником головного редактора «Озону» (квітень-липень 2005),
- редактором відділу «Плюс Мінус» у «Rzeczpospolita» (вересень 2005—2006),
- оглядачем тижневика «Wprost» (вересень 2012—квітень 2013),
- постійним оглядачем «Tygodnik Powszechny» (з 2015, у 2019 році він припинив писати у зв'язку з оголошенням свого кандидування на президентські вибори),
- ведучим радіопрограми в радіо «Білосток» та «Vox FM»-радіо, а також співпрацював з «Radio PiN».
- ведучим на телеканалі TVP1 (2006),
- програмним директором станції Religia.tv (2007—2012), в якій він проводив етичне ток-шоу між магазинами (2007—2010), програми «Бог у великому місті» (2010), «Люди на валізах» (2009—2015),
- оглядачем преси на телебаченні «Good Morning TVN», разом з Марцином Прокопом він спільно приймав телевізійні шоу Got Talent! (2008—2019) і «Mamy cię!» (2015).

### Благодійна і громадська діяльність
Один із засновників білостоцької філії фонду «Мальтійська допомога».
У квітні 2013 року заснував фонд «Касісі», зосередившись на тому, щоб керувати дитячим будинком у Замбії.
У 2014 році заснував фонд «Добра Фабрика», організувавши допомогу мешканцям, в тому числі Бангладеш, Мавританії, Руанди, Буркіна-Фасо та Сенегалу. Разом два фонди допомагають загалом майже 40 тисяч людей.
У 2019 році організував громадський збір коштів у Facebook, під час якого було зібрано 2 мільйони злотих (з яких понад 1,5 мільйона злотих сплатив Фонд Кульчик) для подальшого функціонування довідкової служби для дітей та молоді Фонду «Ми даруємо дітям». Підтримка дала можливість телефону працювати ще рік (24 години на добу). Раніше Міністерство національної освіти відмовилося фінансувати.
Був послом Цілей ООН в галузі сталого розвитку.

## Політична діяльність
08 грудня 2019 року у Ґданському театрі імені Шекспіра офіційно оголосив про початок власного кандидування на президентські вибори 2020 року.
07 лютого 2020 року Головня оголосив свою виборчу програму, зосереджену на чотирьох сферах: національна безпека, захист навколишнього середовища, соціальна солідарність, самоврядування та громадянська активність. Яцек Чичоцький став главою його виборчого штабу. З самого початку став кандидатом на президентських опитуваннях з представниками парламентських сил, спочатку здобувши підтримку, коливаючись близько 10 % (займаючи місця між 2 і 6, зазвичай між 3 і 5). У опитуванні на межі квітня та травня його результат перевищував 20 % підтримки. У опитуванні, проведеному 8–9 травня, він досяг 19,2 % підтримки.
На президентських виборах Головня посів третє місце з результатом майже 14 % голосів. На наступний день після першого туру виборів офіційно оголосив назву свого громадського руху — Польща 2050. Тоді він оголосив, що у другому турі голосуватиме за Рафала Тшасковського, мотивуючи це тим, що виступає проти продовження президентства Анджея Дуди.
08 вересня 2020 року рух здобув свого представника в Сеймі, коли до нього приєдналася Ганна Ґілль-Пйонтек, яка вийшла з партії Весна та з парляментського клюбу Лівих. 29 вересня Головня оголосив про створення політичної партії, пов'язаної з рухом, на чолі з Міхалом Кобоськом.
У травні 2023 року його формація створила коаліцію «Третій шлях» із PSL для участі у парламентських виборах того ж року. Головня відкрив список кандидатів коаліції до Сейму на Підляшші. На виборах він отримав 79 951 голос, здобувши мандат депутата 10-го скликання.
10 листопада став кандидатом на посаду голови Сейму за підтримки Polska 2050, PSL, Громадянської коаліції та Нових лівих. 13 листопада на першому засіданні Сейму 10-го скликання був обраний на цю посаду, отримавши 265 голосів (Ельжбету Вітек, висунуту ПіС, підтримали 193 депутати).

## Родина
Одружений, з дружиною Улою виховують доньку Марію. Є вегетаріанцем.

## Творчість
Публікувався у «Популярній культурі», «Машина», «Католицький путівник», «Тиґоднік Повшехни» та «Вене».
Книги
- Церква для середньо-просунутих (2004, 2010, ISBN 83-7391-690-3)
- Таблетки з хрестиком (2007, ISBN 978-83-240-0835-3)
- Люди на валізах (2008, ISBN 978-83-240-1047-9)
- Монополія на порятунок (2009, ISBN 978-83-240-1290-9)
- Бог. Життя та творчість (2010, ISBN 978-83-240-1496-5)
- Люди на валізах. Нові історії (2011, ISBN 978-83-240-1512-2)
- Бог, готівка та рок-н-рол (разом із Марцином Прокопом,2011, ISBN 978-83-240-1864-2)
- Остання хвилина. 24 години християнства у світі (2012, ISBN 978-83-240-2198-7)
- Небо для середньо-просунутих (разом з Гжегожем Стшельчиком, 2013, ISBN 978832402128-4)
- Все добре. Ми влаштовуємо своє життя (разом з Марцином Прокопом, 2013, ISBN 978-83-240-2789-7)
- Holyfood, або 10 рецептів смачного і здорового духовного життя (2014)
- Як добре робити (2015)
- Щоденні святі (2015)
- 36 та 6 способів уникнути лихоманки життя або Катехізису за Шімоном Голов'яним (2015)
- Посібник користувача Salk shaker (2017)
- Люди в часи Ісуса (2017)
- Перші контактні святі (2017)
- Божественні тварини (2018)
- Мері. Мати багатодітної родини (2019)
- Зараз чи ніколи (2019)

## Фільмографія
- 1994 — Людина тіні[14]